# Die Quelle (Kamen)

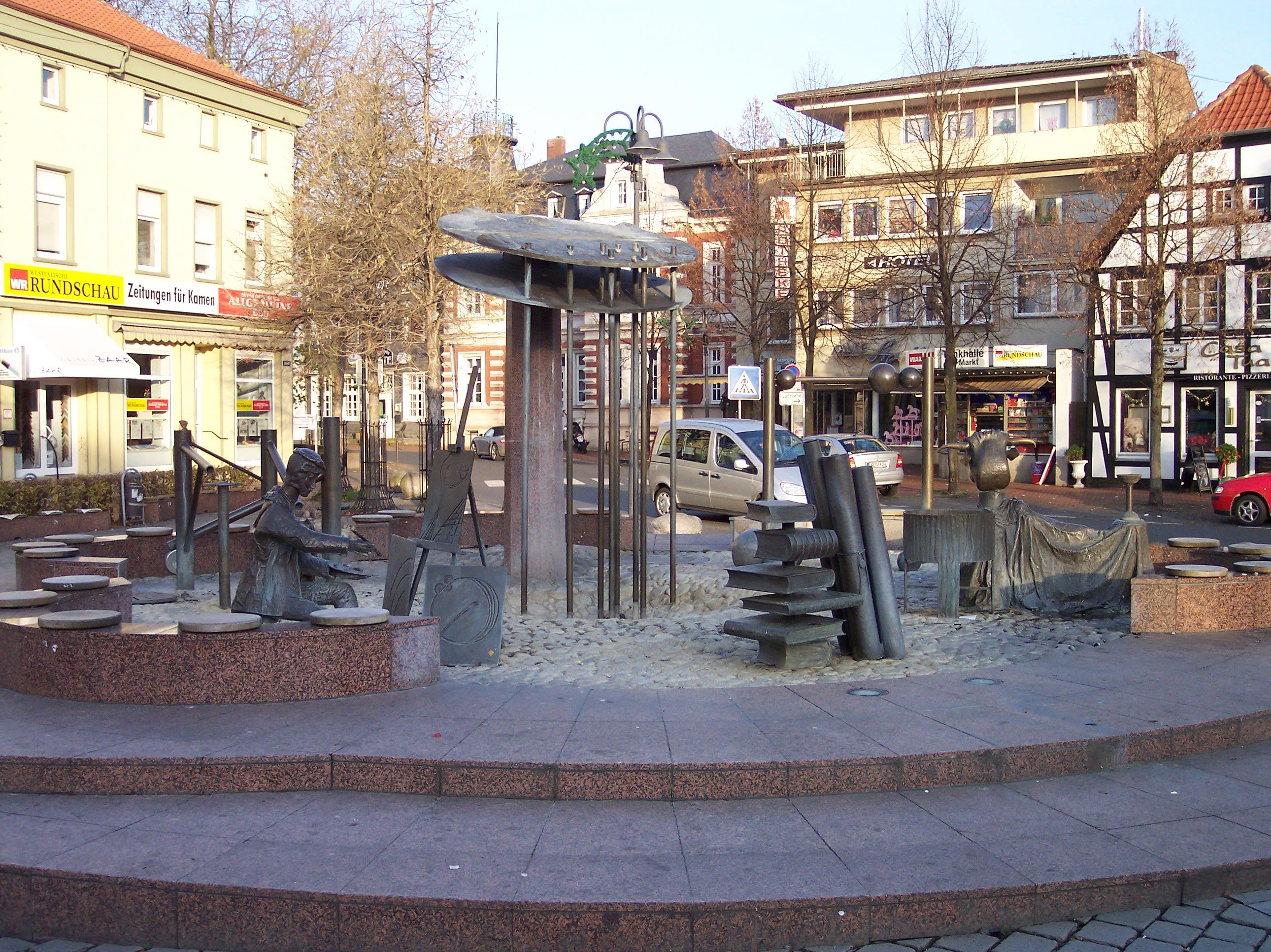
Die Quelle, Kamen

Die Quelle ist ein Brunnen in Kamen, der nach Entwürfen des Kamener Künstlers und Goldschmieds Gregor A. Telgmann geschaffen wurde. Am 25. Juni 1993 zusammen mit 3.000 Bürgern eingeweiht, ist er nun Mittelpunkt des verkehrsberuhigten und sanierten Marktplatzes.
Er besteht aus einer scheibenbesetzten Granitsäule und einem Ensemble von sechs bronzenen Objektgruppen auf einem kreisförmigen Grundriss, die sechs kulturelle Dimensionen der Stadt Kamen repräsentieren: die Urquelle, die Technik, die Kunst, die Wissenschaft, das Handwerk, sowie Sport und Spiel. Die Herstellkosten dieser Brunnenanlage betrugen etwa 1.000.000 DM. Einige Figuren sind beweglich und laden zum Anfassen an. Inspiriert wurde Telgmann durch den Roman Die Quelle von James A. Michener.
Leuchten lassen nachts das Wasser und die Figuren erstrahlen. Jedes Jahr zum Ende der Sommerferien findet das große Brunnenfest auf dem Markt statt. Bei gutem Wetter ist der Brunnen ein sozialer Treffpunkt.